# NGC 3892
NGC 3892 este o galaxie lenticulară situată în constelația Cupa. A fost descoperită în 4 martie 1786 de către William Herschel.